# Lee Sang-joon
Lee Sang-joon (kor. 이상준; * 13. November 1992) ist ein südkoreanischer Badmintonspieler. 

## Karriere
Lee Sang-joon gewann bei den Welthochschulmeisterschaften 2012 Bronze im Herrendoppel mit Kang Ji-wook. Bei der Japan Super Series 2012 schieden beide dagegen schon in der ersten Runde aus. Auf Rang drei konnten sie sich gemeinsam bei den India International 2012 verbessern.

## Referenzen
- Lee Sang-joon beim Badminton-Weltverband

| Personendaten    | Personendaten                    |
| ---------------- | -------------------------------- |
| NAME             | Lee, Sang-joon                   |
| ALTERNATIVNAMEN  | 이상준                           |
| KURZBESCHREIBUNG | südkoreanischer Badmintonspieler |
| GEBURTSDATUM     | 13. November 1992                |